# Adventures of Lolo 2
Adventures of Lolo 2 es un videojuego de lógica lanzado en 1990 por HAL Laboratory para el NES/Famicom. Este está basado en la serie de videojuegos japonesa Eggerland. Este fue el segundo juego lanzado en la serie de EE. UU. y no fue realmente una secuela popular para su predecesor ya que muy pocas mejoras se hicieron a la jugabilidad.
En Japón, el juego fue lanzado como Adventures of Lolo debido a que el "primer juego" no fue lanzado en Japón, ya que fue visto como una simple recopilación de los anteriores juegos de Eggerland. La versión japonesa incluye distintas etapas y distintos niveles de dificultad.
Para obtener más información sobre cómo jugar este juego, ver el artículo Eggerland.
Adventures of Lolo 2 fue lanzado en la consola virtual de Wii el 21 de enero de 2008.

## Argumento (del manual deAdventures of Lolo 2)
"Nuestra heroica pareja están en esto de nuevo! A su regreso del Castillo Embrujado (derrotado con éxito en el Adventures of Lolo original) nuestro Héroe y Heroína fueron enfrentados por el poder real del país - el mismo Rey de Eggerland. Abatiendo a nuestra victoriosa pareja, el Rey vociferó, "El laberinto fue sólo una prueba preliminar - la verdadera batalla comienza ahora! Si pueden sobrevivir a mi torre y a mi castillo, voy a liberar a su pueblo. Pero solo para asegurarse de que no haya trucos - este pequeño viene con migo! "Y con eso el agarró a Lala y enérgico se alejó a su castillo en las nubes. Pero, afortunadamente, Lala fue capaz de analizar cada uno de los laberintos cuando fue llevada a la Torre, y dejó pistas en Cajas de Joyas en cada habitación. Cada joya que recoge Lolo contiene un poco de información que le ayudará en la habitación de al lado. Con su ayuda, ellos van a trabajar juntos para liberar a su pueblo de las garras del Rey."

## Información del juego
El juego es prácticamente idéntico al juego original. Algunos de los gráficos de monstruos fueron establecidos diferente, principalmente Gol, Rocky, Skull, Medusa y Don Medusa (Información). Otras diferencias incluyen nuevos rompecabezas y una mayor dificultad entre Adventures of Lolo. Algunos de los puzles son aún tomados de los antiguos juegos de la serie Eggerland.
El juego presenta un total de 50 habitaciones diferentes de rompecabezas, y una lucha concreta con el rey Egger al final. Este es el primer juego en el que realmente Lolo puede luchar contra el mismísimo Egger. También se presentan 4 habitaciones de rompecabezas Pro ocultas, que están disponibles para jugadores que quieren intentar habitaciones desafiantes.
Las últimas cinco habitaciones tienen lugar en el castillo en el cielo, que en realidad tiene un tileset diferente al de la torre normal. Este es el primer juego en presentar tilesets diferentes.
Como Adventures of Lolo, el videojuego tiene contraseñas que constan de sólo 4 caracteres.